# Kumasia
Kumasia là một chi bướm đêm thuộc họ Noctuidae.